# Martin Jakubko
Martin Jakubko (* 26. února 1980, Prešov, Československo) je bývalý slovenský fotbalový útočník a reprezentant. Díky své robustní postavě byl nebezpečný v pokutovém území soupeře zejména při standardních situacích. Kvalitní hlavičkář. Účastník Mistrovství světa 2010 v Jihoafrické republice. Mimo Slovensko působil na klubové úrovni v Rusku.
Na profesionální úrovni hrál naposledy v jarní části sezóny 2015/16 za MFK Ružomberok. v sezóně 2016/17 neměl angažmá, a v červenci 2017 se rozhodl nazout kopačky a pomoci klubu OŠK Sokol Chminianska Nová Ves z rodné obce.

## Klubová kariéra
Jakubko, rodák z obce Chminianska Nová Ves začal hrát fotbal v místním klubu OŠK Sokol Chminianska Nová Ves, pokračoval v mládežnických týmech MFK Slovan Sabinov a SK Odeva Lipany.
Profesionální fotbalovou kariéru zahájil v 1. FC Tatran Prešov, odkud přestoupil do Dukly Banská Bystrica, kde hrál s číslem 26. Zde se pod vedením trenérů (Ladislav Molnár a později Václav Daněk) vypracoval v kvalitního zakončovatele, jednoho z nejlepších v Corgoň lize. Vytvořil útočnou dvojici s Róbertem Semeníkem, oba společně měli podíl na úspěších klubu (2. místo v sezóně 2003/04, 3. místo v sezóně 2004/05 a prvenství ve Slovenském fotbalovém poháru v téže sezóně). Tou dobou se o něj již zajímaly zahraniční kluby jako Legia Warszawa (Polsko) či Hertha Berlín (Německo). Majitel Dukly Ján Kováčik (pozdější prezident SFZ - Slovenského fotbalového svazu) ho však mínil pustit jen za adekvátní cenu, kterou byl ochoten splnit roku 2006 ruský klub Saturn Ramenskoje. Jakubko se stěhoval za rovný milion eur (do té doby nejvyšší přestupní částka v historii Dukly Banská Bystrica) do Ruska.
V Rusku poté působil ještě v týmech FK Chimki (hostování), FK Moskva a FK Dynamo Moskva. V únoru 2011 se vrátil na Slovensko do Dukly Banská Bystrica.

### FK Amkar Perm
Na začátku roku 2012 odešel opět do Ruska, do klubu FK Amkar Perm.
Začátkem října 2012 ho klečícího kopl kolenem do hlavy španělský hráč Rubinu Kazaň César Navas a způsobil mu zlomeninu čelisti. Jakubko se podrobil operaci a zvažoval podání žaloby na Navase za úmyslné zranění. Martin se na hřiště vrátil začátkem prosince 2012 v 19. kole ruské Premier Ligy v domácím zápase proti Křídlům Sovětů Samara (prohra 0:2).

### MFK Ružomberok
V červnu 2015 se dohodl na roční smlouvě se slovenským prvoligovým klubem MFK Ružomberok. Určitou úlohu v jeho angažmá sehrál Marek Sapara. V týmu strávil pouze sezónu 2015/16.

## Reprezentační kariéra
Od roku 2004 je členem slovenské seniorské reprezentace. Debutoval 30. listopadu 2004 na turnaji King's Cup v Thajsku v zápase s Maďarskem, odehrál první poločas, Slovensko porazilo soupeře 1:0. První gól v národním týmu vstřelil 7. února 2007 v přátelském utkání ve Španělsku proti Polsku, kdy hned v první minutě otevíral skóre střetnutí, které nakonec skončilo remízou 2:2.
22. března 2013 nastoupil v domácím kvalifikačním zápase v Žilině proti Litvě, který skončil remízou 1:1. Jakubko vstřelil jediný gól domácích. Nastoupil v závěru odvetného kvalifikačního zápasu s Bosnou a Hercegovinou 10. září 2013 v Žilině, kde Slovensko podlehlo svému balkánskému soupeři 1:2 a ztratilo naději alespoň na baráž o Mistrovství světa 2014 v Brazílii. 15. října 2013 otevřel v 9. minutě po rohovém kopu hlavou skóre závěrečného kvalifikačního utkání cyklu 2012–2013 v Rize s domácím Lotyšskem, Slovensko nakonec remizovalo 2:2 a skončilo s 13 body na nepostupovém třetím místě tabulky za první Bosnou a Hercegovinou a druhým Řeckem. Jakubko vstřelil v této kvalifikaci celkem 3 branky.
5. března 2014 vstřelil v přátelském utkání na stadionu Netanja proti Izraeli první gól střetnutí, konečné skóre znělo 3:1 pro slovenský národní tým.

Se slovenskou reprezentací slavil 12. října 2015 postup na EURO 2016 ve Francii (historicky první pro Slovensko od rozdělení Československa).

### Mistrovství světa 2010
Zúčastnil se Mistrovství světa 2010 v Jihoafrické republice, kam jej vzal reprezentační trenér Vladimír Weiss. Zasáhl pouze do jediného zápasu na turnaji, v osmifinále s Nizozemskem se dostal na hřiště v 88. minutě za střídajícího Radoslava Zabavníka. Po faulu na něj byl odpískán pokutový kop, který v 94. minutě proměnil Róbert Vittek. Slovensko však podlehlo pozdějšímu vicemistrovi 1:2 a bylo z turnaje vyřazeno. Po skončení světového šampionátu ukončil reprezentační kariéru, ale za dva roky už byl zpátky ve slovenském týmu.

### Reprezentační zápasy a góly
Zápasy Martina Jakubka za A-mužstvo Slovenska
| Rok    | Zápasy | Góly |
| ------ | ------ | ---- |
| 2004   | 2      | 0    |
| 2005   | 5      | 0    |
| 2006   | 1      | 0    |
| 2007   | 3      | 2    |
| 2008   | 8      | 1    |
| 2009   | 4      | 1    |
| 2010   | 2      | 0    |
| 2011   | 0      | 0    |
| 2012   | 3      | 2    |
| 2013   | 7      | 2    |
| 2014   | 1      | 1    |
| 2015   | 5      | 0    |
| Celkem | 41     | 9    |

Góly Martina Jakubka za A-mužstvo Slovenska
| Gól | Datum        | Stadion                                 | Soupeř          | Skóre (min.) | Výsledek | Soutěž                   |
| --- | ------------ | --------------------------------------- | --------------- | ------------ | -------- | ------------------------ |
| 010 | 7. 2. 2007   | Jerez de la Frontera, Španělsko         | Polsko          | 00:1 0(1.)   | 2:2      | přátelské utkání         |
| 02  | 24. 3. 2007  | GSP Stadion, Nikósie, Kypr              | Kypr            | 01:3 0(77.)  | 1:3      | kvalifikace na EURO 2008 |
| 03  | 10. 8. 2008  | Ljudski vrt, Maribor, Slovinsko         | Slovinsko       | 02:1 0(83.)  | 2:1      | kvalifikace na MS 2010   |
| 04  | 6. 6. 2009   | Tehelné pole, Bratislava, Slovensko     | San Marino      | 06:0 0(63.)  | 7:0      | kvalifikace na MS 2010   |
| 05  | 15. 8. 2012  | TRE-FOR Park, Odense, Dánsko            | Dánsko          | 01:1 0(64.)  | 1:3      | přátelský zápas          |
| 06  | 11. 9. 2012  | Stadion Pasienky, Bratislava, Slovensko | Lichtenštejnsko | 02:0 0(78.)  | 2:0      | kvalifikace na MS 2014   |
| 07  | 22. 3. 2013  | Štadión pod Dubňom, Žilina, Slovensko   | Litva           | 01:1 0(40.)  | 1:1      | kvalifikace na MS 2014   |
| 08  | 15. 10. 2013 | Skonto stadions, Riga, Lotyšsko         | Lotyšsko        | 00:1 0(9.)   | 2:2      | kvalifikace na MS 2014   |
| 09  | 5. 3. 2014   | Stadion Netanja, Netanja, Izrael        | Izrael          | 00:1 0(37.)  | 1:3      | přátelské utkání         |